# Listerby landskommun
Listerby landskommun var en tidigare kommun i Blekinge län.

## Administrativ historik
När 1862 års kommunalförordningar började gälla inrättades över hela landet cirka 2 400 landskommuner, de flesta bestående av en socken. Därutöver fanns 89 städer och 8 köpingar, som då blev egna kommuner.
Denna kommun bildades då i Listerby socken i Medelstads härad i Blekinge. 
Kommunreformen 1952 innebar att Listerby bildade storkommun genom sammanläggning med de tidigare kommunerna Edestad, Förkärla och Hjortsberga. Kommunen upphörde år 1967, när dess område gick upp i dåvarande Ronneby stad, nu Ronneby kommun.
Kommunkoden 1952–66 var 1009.

### Kyrklig tillhörighet
I kyrkligt hänseende tillhörde kommunen Listerby församling. Den 1 januari 1952 tillkom församlingarna Edestad, Förkärla och Hjortsberga.

## Kommunvapen
Kommunvapnet, som ej är officiellt fastställt, antogs år 1959: I rött fält tre, två och en ordnade sexuddiga stjärnor av guld åtföljda ovan av ett med ett rakarmat svart kors belagt klöverbladskors av silver samt nedan en roddbåt av silver.
Korset är hämtat från Edestads sockensigill, de tre stjärnorna liksom tinkturerna anspelar på ätten Wachtmeisters 300-åriga anknytning till kommunen, medan båten hämtats från generalamiralen Johan af Pukes (1751-1816) vapen. Puke ägde sätesgården Göholm i Listerby, där han har sin grav.

## Geografi
Listerby landskommun omfattade den 1 januari 1952 en areal av 176,76 km², varav 172,10 km² land.

### Tätorter i kommunen 1960
| Tätort      | Folkmängd |
| ----------- | --------- |
| Johannishus | 375       |
| Listerby    | 229       |

Tätortsgraden i kommunen var den 1 november 1960 17,6 procent.

## Politik

### Mandatfördelning i valen 1938–1962
| 12 | 4 | 4 |

| 20 |

| 12 | 4 | 4 |

| 20 |

| 1 | 11 | 4 | 2 | 2 |

| 20 |

| 19 | 7 | 6 | 3 |

| 33 |

|  | 17 | 7 | 7 | 3 |

| 30 | 5 |

|  | 17 | 8 | 5 | 4 |

| 30 | 5 |

| 18 | 9 | 4 | 4 |

| 30 | 5 |